# Islas de Endoume
Islas de Endoume (en francés: Îles d'Endoume) es un archipiélago formado por dos pequeñas islas deshabitadas en la bahía de Marsella, cerca del distrito de Endoume, en la región de Provenza-Alpes-Costa Azul, en el sur del país europeo de Francia.
Este archipiélago está formado por las siguientes islas:
- La isla Degaby (L'île Degaby)
- La isla de Daume (L'île de Daume)